# Il ritorno del soldato Russo
Il ritorno del soldato Russo è un album di brani inediti della cantante Giuni Russo, pubblicato il 18 novembre 2014 dalla Edel in formato vinile (nero) e successivamente ristampato nel mese di giugno 2021 in formato vinile di colore rosso.
Esiste anche una versione su cd pubblicata nel 2016 contenuta nel cofanetto Fonte D'amore.

## Tracce
1. Tu che ne sai (G. Russo - M.A. Sisini)
2. Il ritorno del soldato (M. Sgalambro - F. Battiato - G. Russo - M.A. Sisini)
3. Le tue parole (G. Russo - V. Magelli - M.A. Sisini) (prima stesura di Morirò d'amore)
4. L'animale (F. Battiato)
5. Nell'anima (B. Tavernese)
6. M'è rimasto nel cuore (Many Rivers to Cross) (Jimmy Cliff)
7. Uomo piangi (P. Conte - V. Pallavicini)
8. Un milione un miliardo (P. Conte - V. Pallavicini)